# Ma Su
Ma Su (chinesisch 馬謖 / 马谡, Pinyin Mǎ Sù), stilisiert Youchang (幼常; * 190; † 228) war ein Stratege der Shu Han zur Zeit der Drei Reiche im alten China.

## Leben
Ma Su stammte wie seine vier Brüder aus Yicheng (宜城). Die Ma-Brüder waren für ihre Intelligenz bekannt, vor allem Ma Sus älterer Bruder Ma Liang tat sich hervor. Die beiden dienten Liu Bei ab etwa 205, als der immer noch ein Gast Liu Biaos war.
Zhuge Liang war von Ma Sus Kenntnissen und Strategien beeindruckt. Liu Bei aber warnte ihn bis zu seinem Tode (223), dass Ma Su nicht so intelligent sei wie er schien. Trotzdem hielt Zhuge Liang weiterhin große Stücke auf Ma Su und schloss ihn tief in seine Pläne ein.
Als Zhuge Liang seine Nördlichen Expeditionen gegen die Wei vorbereitete, hielten viele die Generäle Wei Yan und Wu Yi (吴懿) für die am besten geeigneten Befehlshaber, aber Zhuge Liang betraute stattdessen Ma Su.
Ma Su stellte sich dem Wei-General Zhang He in der Schlacht von Jieting entgegen, ließ sich aber von ihm umzingeln und wurde vernichtend geschlagen. Zhuge Liang war enttäuscht und erzürnt und ließ Ma Su einsperren, um ihn später hinzurichten, aber im Kerker erkrankte Ma Su und starb.